# Ernst Theodor Stöckhardt
Ernst Theodor Stöckhardt (* 4. Januar 1816 in Budissin; † 27. März 1898 ebenda) war ein deutscher Agrarwissenschaftler.

## Leben und Wirken
Stöckhardt, Sohn des Pastors Heinrich Stöckhardt und Vetter von Julius Adolph Stöckhardt, besuchte in Bautzen das Gymnasium unter Karl Gottfried Siebelis und war nach mehrjähriger Lehrzeit in der praktischen Landwirtschaft zunächst Verwalter eines Rittergutes bei Kamenz. Von 1839 bis 1842 administrierte er das Rittergut Purschwitz und 1842 pachtete er das Rittergut Brösa bei Bautzen. Hier eröffnete er 1847 ein privates landwirtschaftliches Lehrinstitut, wo Emil von Wolff sein Mitarbeiter wurde und er u. a. seinen späteren Schwager Friedrich von Boetticher unterrichtete. Durch Selbststudium hatte sich Stöckhardt ein umfassendes landwirtschaftliches Wissen angeeignet. 1850 übernahm er mit dem Titel eines Professors die Leitung der landwirtschaftlichen Abteilung der Königlichen Gewerbeschule in Chemnitz.
1861 folgte Stöckhardt einem Ruf der Universität Jena. Als Nachfolger von Friedrich Gottlob Schulze wurde er Direktor des Landwirtschaftlichen Lehrinstituts. 1862 gründete er in Jena eine landwirtschaftliche Versuchsstation, die er zehn Jahre lang selbst geleitet hat. Von 1862 bis 1872 war er gleichzeitig unter Ernennung zum Hofrat Direktor der Ackerbauschule in Zwätzen. 1868 erhielt er das Ritterkreuz 1. Klasse des Herzoglich Sachsen-Ernestinischen Hausordens. 1872 ernannte ihn das Weimarer Staatsministerium zum Referenten und Vortragenden Rat für Landwirtschaft und Gewerbe im Status eines Geheimen Regierungsrates und gleichzeitig zum Finanzkommissar der Universität Jena. In dieser Funktion wirkte er bis zum Jahre 1886. Nachdem er 1880 zum Ritter 1. Klasse des Hausorden vom Weißen Falken ernannt worden war, erfolgte im Jahr seiner Pensionierung die Beförderung zum Komtur. 1888 zog er zurück in seine Heimatstadt Bautzen, wo er von 1889 bis 1897 als Meister vom Stuhl der Freimaurer-Loge Zur goldenen Mauer wirkte.
Stöckhardt ist Autor eines Lehrbuches über Drainage. Von 1855 bis 1866 hat er die „Zeitschrift für deutsche Landwirthe“ herausgegeben. Ab 1862 war er Mitglied der Deutschen Akademie der Naturforscher Leopoldina zu Halle/Saale.

## Schriften
- Bemerkungen über das landwirtschaftliche Unterrichtswesen. Chemnitz 1851
- Die Drainage oder die Entwässerung des Bodens durch Thonröhren. Eine Aufforderung zur Anwendung derselben an Sachsens Landwirthe. Leipzig 1852.
- Der angehende Pachter. Die wichtigsten Lehren aus Praxis und Wissenschaft für den angehenden Landwirth zusammengestellt von E. Stöckhardt und A. Stöckhardt. – Völlig umgearbeitete Auflagen des gleichnamigen Buches von G. H. Schnee. 6. Aufl. Braunschweig 1859, 7. Aufl. ebd. 1869.
- Stammtafel der Familie Stoeckhardt, Putzkauer und Lauterbacher Zweig den Verwandten zu Lieb zusammengestellt und mit Erläuterungen auf Grund handschriftlicher Mittheilungen und sonstiger Quellen-Nachweise versehen von Prof. Dr. Ernst Theodor Stoeckhardt. Als Manuskript gedruckt. Weimar 1883.